# Михаил Попов (просветен деец)
Михаил Христов Попов, известен като Миле Даскал, е български просветен деец.

## Биография
Роден във Враня в историко-географската област Поморавие в средата или през втората половина на 19 век. Завършва Априловската гимназия. Други младежи от Враня, Трън, Ниш също посещават елитното габровско учебно заведение.
След завръщането си в родния край, Попов става помощник на учителя Никола Шишеджиев във Враня и се изявява като добър църковен певец. На 1 август 1872 г. започва да преподава в училището към църквата Св. Никола в Куманово. Последно в него успява да се внедри учител сърбин на пряка издръжка от белградските власти, който бива изгонен от местните. Описван като „момък млад и деятелен“, Попов се радва на обществено одобрение, и учителства в града до 1874 г. Следващата учебна година 1875 – 1876 е учител в Кюстендил. Връща се отново в Куманово през 1876 г. и преподава до 1881 г., като се смята, че през последните две учебни години получава заплата и от Екзархията.
В края на 1881 година Попов е арестуван от турските власти в Солун, след което лежи шест години в затвор. Негови заместници стават учениците му Петър Трендафилов и Иван Новоселски от Куманово. През следващите години в училището към кумановската църква Св. Никола се затвърждава традицията да преподават изключително местни екзархийски учители.

## Семейство
Попов сключва брак с жена от Куманово, дядо e на публициста С. Шангов, а към 1915 г. живее в София.